# Pyrinia pervisata
Pyrinia pervisata là một loài bướm đêm trong họ Geometridae.